# 에만 가베르
에만 무함마드 샤반 무함마드 가베르(아랍어: ‏ايمان محمد شعبان محمد جابر 아이만 무함마드 샤반 무함마드 자비르[*], 1989년 1월 11일 ~ )는 이집트의 펜싱 선수로 주 종목은 플뢰레이다. 그녀는 2012년 하계 올림픽의 2012년 하계 올림픽 펜싱 여자 플뢰레 개인전과 단체전에 출전하였다. 그러나 그녀는 개인전 32강에서 프랑스의 아스트래 귀야르에게 2-15로 패하였고, 단체전에서는 16강전에서 영국에게 패해 탈락하였다.